# Jesús E. Rodríguez Garzón
Jesús Eugenio Rodríguez Garzón (* 13. Juni 1967 oder 30. Juni 1967) ist ein ehemaliger kubanischer Ringer. Er war Vizeweltmeister 1994 und Olympiateilnehmer 1992 jeweils im freien Stil im Leichtgewicht.

## Werdegang
Jesus E. Rodriguez Garzon begann als Jugendlicher 1981 in Santiago de Cuba mit dem Ringen. Bei Trainer Eric Leon machte er gute Fortschritte, der sich aber erst nach seinem 20. Lebensjahr zu einem der besten kubanischen Freistilringer im Leichtgewicht entwickelte und deshalb im Juniorenalter noch keine internationalen Meriten erwerben konnte.
Sein Debüt bei einer internationalen Ringerveranstaltung von Weltgeltung gab er beim Welt-Cup 1989 in Toledo. Er musste sich dort im Leichtgewicht aber noch hinter Arsen Fadsajew aus der Sowjetunion, Nate Carr aus den Vereinigten Staaten und Chris Wilson aus Kanada mit dem 4. Platz begnügen. Im gleichen Jahr wurde er aber dann in Colorado Springs bereits Pan Amerikanischer Meister im Leichtgewicht vor Gordon Sturruck aus Kanada und John Giura aus den Vereinigten Staaten.
1990 wurde er auch Central-Amerikanischer Meister vor Abel Martinez aus Nicaragua u. Eduard S. Quintero aus Kolumbien. Seinen Titel als Panamerikanischer Meister konnte er 1990 in Colorado Springs aber nicht verteidigen, denn er wurde von Randy Lewis aus den Vereinigten Staaten im Finale nach Punkten besiegte. Dafür feierte er bei der Weltmeisterschaft 1990 in Tokio einen großen Erfolg, denn er erkämpfte sich bei seiner ersten Teilnahme an einer Weltmeisterschaft hinter Arsen Fadsajew und Georgios Athanasiadis aus Griechenland gleich eine WM-Bronzemedaille.
Bei den Pan Amerikanischen Spielen 1991 in Havanna lief es für Jesus E. Rodriguez Garzon nicht gut, denn er belegte dort im Leichtgewicht hinter Townsend Saunders aus den Vereinigten Staaten, Daniel A. Navarete aus Argentinien u. Jose Alberto Diaz aus Venezuela nur den 4. Platz und wurde daraufhin bei der Weltmeisterschaft 1991 nicht eingesetzt.
1992 kämpfte er sich seinen Spitzenplatz unter den kubanischen Leichtgewichtlern im freien Stil aber wieder zurück und belegte bei den Pan Amerikanischen Meisterschaften hinter Townsend Saunders den 2. Platz. Einen Tiefpunkt in seiner Laufbahn erlebte er aber dann bei den Olympischen Spielen 1992 in Barcelona. Er verlor dort beide Kämpfe, die er zu bestreiten hatte und zwar gegen Maxim Geller aus Israel und Kōsei Akaishi aus Japan. Er wurde daraufhin, dem damaligen Reglement entsprechend, gemeinsam mit allen Ringern, die nach der zweiten Runde mit zwei Niederlagen ausscheiden mussten, auf den 11. Platz gesetzt.
1993 ging er nur bei den Central Amerikanischen u. karibischen Spielen in Ponce an den Start und siegte dort im Leichtgewicht vor Eloy Urvano aus Mexiko u. Angelo Alberto Brea aus der Dominikanischen Republik. 1994 konzentrierte sich Jesus E. Rodriguez Garzon ganz auf die Weltmeisterschaften in Istanbul. Er kämpfte sich dort bis in das Finale vor, in dem er allerdings von Alexander Leipold aus Deutschland geschultert wurde. Er wurde damit hinter diesem Vize-Weltmeister. Das war der größte Erfolg seiner ringerischen Laufbahn.
Nach einem 3. Platz bei den Pan Amerikanischen Spielen 1995 in Mar del Plata im Leichtgewicht hinter Townsend Saunders u. Craig Roberts aus Kanada, belegte er auch bei der Weltmeisterschaft dieses Jahres in Atlanta hinter Araik Geworgjan aus Armenien und Akbar Fallah aus dem Iran den 3. Platz und erkämpfte sich damit noch einmal eine WM-Bronzemedaille.
Nach dieser Weltmeisterschaft beendete er seine internationale Ringer-Karriere aufgrund von Verletzungen eines Daumens und der Wirbelsäule. Seitdem ist er als Trainer des Nationalteams der Damen tätig.

## Internationale Erfolge
| Jahr | Platz | Wettbewerb                                          | Gewichtsklasse | |
| 1989 | 4.    | Welt-Cup in Toledo (Ohio)                           | Leicht         | hinter Arsen Fadsajew, Sowjetunion, Nate Carr, USA u. Chris Wilson, Kanada                                  |
| 1989 | 1.    | Pan Amerikanische Meisterschaft in Colorado Springs | Leicht         | vor Gordon Sturruck, Kanada u. John Giura, USA                                                              |
| 1990 | 1.    | Central Amerikanische Meisterschaften               | Leicht         | vor Abel Martinez, Nicaragua u. Eduard S. Quintero, Kolumbien                                               |
| 1990 | 2.    | Pan Amerikanische Meisterschaft in Colorado Springs | Leicht         | hinter Randy Lewis, USA u. Cory Kwak, Kanada                                                                |
| 1990 | 3.    | WM in Tokio                                         | Leicht         | hinter Arsen Fadsajew, UdSSR u. Georgios Athanasiadis, Griechenland, vor Kōsei Akaishi, Japan u. Nate Carr  |
| 1991 | 3.    | Welt-Cup in Toledo (Ohio)                           | Leicht         | hinter John Giura u. Chris Wilson                                                                           |
| 1991 | 4.    | Pan Amerikanische Meisterschaft in Havanna          | Leicht         | hinter Townsend Saunders, USA, Daniel A. Navarete, Argentinien u. Jose Alberto Diaz, Venezuela              |
| 1992 | 2.    | Pan Amerikanische Meisterschaft                     | Leicht         | hinter Townsend Saunders, vor Craig Roberts, Kanada                                                         |
| 1992 | 11.   | OS in Barcelona                                     | Leicht         | nach Niederlagen gegen Maxim Geller, Israel u. Kōsei Akaishi, Japan                                         |
| 1993 | 1.    | Central Amerikanische Meisterschaft in Ponce        | Leicht         | vor Eloy Urbano, Mexiko u. Angelo Alberto Brea, Dom. Rep.                                                   |
| 1994 | 2.    | WM in Istanbul                                      | Leicht         | hinter Alexander Leipold, Deutschland, vor Kenibek Omuralijew, Kirgisistan u. Oleg Gogol, Belarus           |
| 1995 | 3.    | Pan Amerikanische Spiele in Mar del Plata           | Leicht         | hinter Townsend Saunders u. Craig Roberts                                                                   |
| 1995 | 3.    | WM in Atlanta                                       | Leicht         | hinter Araik Geworgjan, Armenien u. Akbar Fallah, Iran, vor Wadim Bogijew, Russland u. Yüksel Sanli, Türkei |

Anm.: alle Wettbewerbe im freien Stil, OS = Olympische Spiele, WM = Weltmeisterschaft, Leichtgewicht, bis 68 kg Körpergewicht